# NGC 4145
NGC 4145 is een balkspiraalstelsel in het sterrenbeeld Jachthonden. Het hemelobject werd op 18 maart 1787 ontdekt door de Duits-Britse astronoom William Herschel.

## Synoniemen
- UGC 7154
- MCG 7-25-40
- ZWG 215.42
- KUG 1207+401
- KCPG 324A
- PGC 38693